# Станція Радіо і Телебачення Кіяшахр
Станція Радіо і Телебачення Кіяшахр (перс. ايستگاه راديووتلويزيون كياشهر) — село в Ірані, у дегестані Кіяшахр, у бахші Кіяшахр, шагрестані Астане-Ашрафіє остану Ґілян. За даними перепису 2006 року, його населення становило 16 осіб, що проживали у складі 5 сімей.